# Eogomphus
Eogomphus is een geslacht van libellen (Odonata) uit de familie van de rombouten (Gomphidae).

## Soorten
Eogomphus omvat 1 soort:
- Eogomphus neglectus (Needham, 1930)